# 來回通訊延遲
來回通訊延遲（Round-trip delay time），在通訊（Communication）、電腦網路（Computer network）領域中，意指：在雙方通訊中，發訊方的訊號（Signal）傳播（Propagation）到收訊方的時間（意即：傳播延遲（Propagation delay）），加上收訊方回傳訊息到發訊方的時間（如果沒有造成雙向傳播速率差異的因素，此時間與發訊方將訊號傳播到收訊方的時間一樣久）。